# Chicomba
Chicomba és un municipi de la província de Huíla. Té una extensió de 4.203 km² i 127.273 habitants segons el cens de 2014. Comprèn les comunes de Chicomba, Cutenda, Libongue i Quê. Limita al nord amb el municipi de Caconda, a l'est amb els municipis de Chipindo i Jamba, al sud amb el municipi de Matala, i a l'oest amb el municipi de Caluquembe.